# Gilberto Bosques
Pour les articles homonymes, voir Bosques.
Bosques  Saldívar est un nom espagnol. Le premier nom de famille, en général paternel, est Bosques ; le second, en général maternel, souvent omis, est Saldívar.
Gilberto Bosques Saldívar, né le 20 juillet 1892 dans l'État de Puebla et mort le 4 juillet 1995 à Mexico, est un diplomate mexicain, consul puis ambassadeur. Il est principalement connu pour les visas qu'il a délivrés à de nombreux républicains espagnols puis à de nombreux Juifs lorsqu'il était consul à Marseille.

## Biographie
Il participe à la révolution mexicaine.
Pendant la Seconde Guerre mondiale, en tant que consul à Marseille sous l'occupation allemande, Bosques a sauvé des milliers de Juifs et de républicains espagnols exilés en émettant des visas pour les faire émigrer au Mexique, à l'instar d'autres consuls comme Aristides de Sousa Mendes à Bordeaux et Chiune Sugihara à Kaunas. Son acte héroïque devenu célèbre comme le "Schindler mexicain" est resté inconnu pendant des décennies jusqu'à ce qu'il soit reconnu internationalement à titre posthume.

## Postérité
En 2010, un film documentaire réalisé par Lillian Liberman, Visa al paraíso, a été produit au Mexique et en 2015. Sous l'influence de l'Association solidarité Provence Amérique du sud (ASPAS) qui avait présenté ce film pour la première fois en France, une plaque commémorative lui rendant hommage a été dévoilée à Marseille sur la place qui porte son nom et qui est située à proximité du siège du Conseil régional de Provence-Alpes-Côte d'Azur, place Jules-Guesde.